# Klotildliget
Klotildliget a Pest vármegyei Piliscsaba egyik településrésze, mely 1925 és 1950 között önálló település volt (önállóságának utolsó, mintegy egy éves időszakában Pilisliget néven).
Kialakulása Habsburg–Lotaringiai József Károly főhercegnek köszönhető, akinek családja 1782 óta birtokolta Piliscsabát és ott uradalmi központot tartott fenn. A főherceg a Budapest–Esztergom-vasútvonal 1895-ös átadását követően villatelkeket parcellázott ki a vasútvonal itteni szakaszától északra eső, addig beépítetlen területen; kövezett utakat alakíttatott ki és fasorokat telepíttetett, az így létrejött üdülőtelepet pedig feleségéről, Klotild Mária főhercegnéről nevezte el.
A létrejött telkek nagy részét fővárosi tisztviselők és a katonai elit tagjai vásárolták meg, és építtették fel azokon saját villáikat; az 1930-as évekre már mintegy 80 villaépület állt a területen. A főhercegi család ugyanakkor a hazai történelmi egyházaknak is jó néhány telket adományozott, szakrális, szociális és oktatási célokra, ennek köszönhetően ma a katolikus, az evangélikus és a református egyháznak is van temploma a városrészben és előbbi kettőnek intézményei (óvoda, szeretetotthon) is működnek ugyanott.

## Közlekedés
Klotildliget a névadója az esztergomi vasútvonal Klotildliget megállóhelyének, ami a városrész keleti szélén helyezkedik el. A terület és az itt működő intézmények nagyobb része azonban közelebb fekszik Piliscsaba vasútállomáshoz, ahonnan könnyebben is megközelíthetők. A városrész legnyugatibb fekvésű házai már Magdolnavölgy megállóhely közelében emelkednek, de a (meglehetős) közelség ellenére a megállóhely és a környező klotildligeti utcák között még csak gyalogút sem húzódik.
A városrészt buszjárat nem érinti, mint ahogy Klotildliget megállóhelyet sem. A piliscsabai vasútállomásnál viszont, annak déli (településközpont felőli) oldalán Volánbusz-végállomás is található. Onnan a buszjáratok egy része Budapest felé indul, fővárosi végállomásuk a megközelítési iránytól függően (vagyis aszerint, hogy Solymár vagy Zsámbék érintésével közlekednek-e) az Árpád híd pesti hídfőjénél vagy a kelenföldi pályaudvarnál található. További járatokkal a nyugatabbra eső településekre (Úny, Sárisáp, Bajna stb.) lehet innen eljutni, valamint Esztergom irányába is közlekedik néhány járat.

## Látnivalók a környéken
- A Nagy-Kopasz és csúcsán a Dévényi Antal-kilátó.
- A Szirtes-tető és a Zajnát-hegyek.

## Ismert személyek

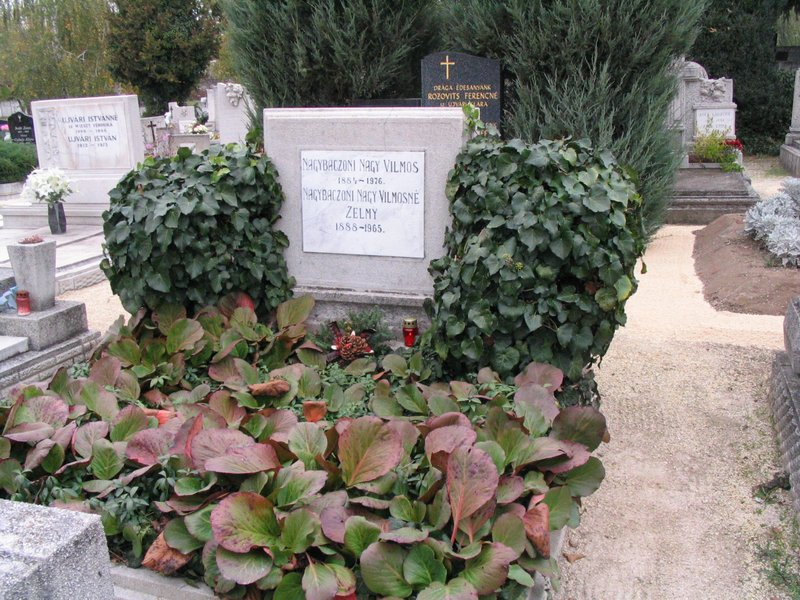
Nagy Vilmos sírja Piliscsabán

- Nagybaczoni Nagy Vilmos honvédtábornok, a „Világ Igaza” elismerés magyarországi kitüntetettjeinek egyike itt élt az 1930-as évektől haláláig, kezdeményezésére és részben az ő tervei alapján épült fel a településrész református temploma;[1] később a templom melletti utca is az ő nevét vette fel.
- Itt született Tarr Mária (1934–2013) színházi súgó.